# Rhopalium

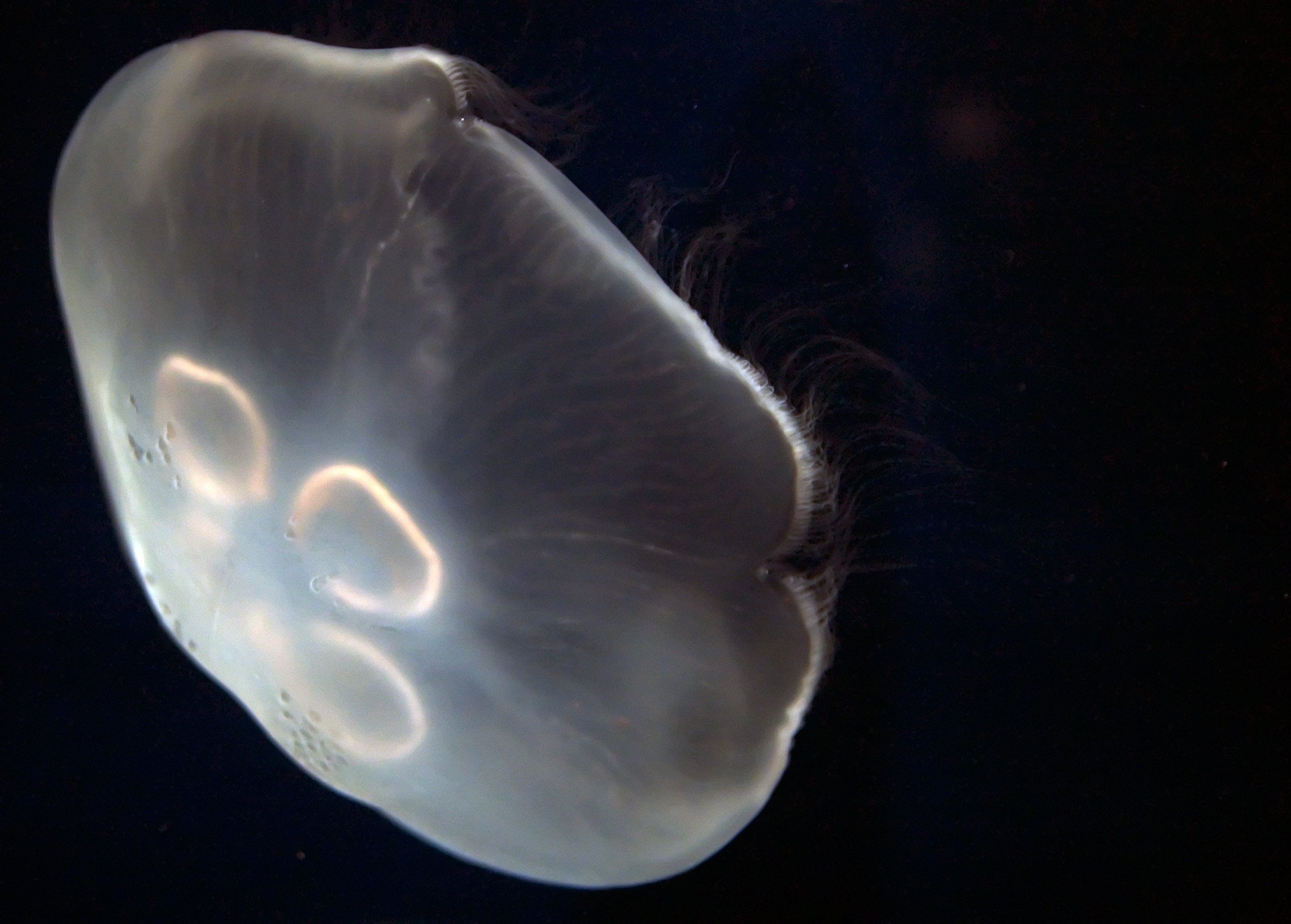
Talířovka ušatá (Aurelia aurita) s ropalii v zákrutech zvonu

Rhopalium (též ropalium) je smyslový orgán některých žahavců, který se vyskytuje na zvonu medúz. U čtyřhranek, které jsou v tomto ohledu poměrně intenzivně zkoumány, jsou rhopalia (které jsou na jednom jedinci čtyři) tvořena shlukem šesti oček, z nichž čtyři jsou jednoduchá a dvě mají velmi kvalitní čočku.

## Charakteristika
Ač dokáže tento orgán vytvořit i určitý obraz na sítnici a čočka má gradient refrakčního lomu, vnímání obrazu zřejmě výrazně ztěžuje jednoduchost nervové soustavy žahavců. Proto jsou samotná rhopalia dokonce schopna vysílat nervové impulsy např. pro stah zvonu. Mimo to dále rhopalium často obsahuje i statocystu, tzn. rovnovážný orgán, se zrnky bazanitu.
Rhopalia vznikají z původně myoepiteliárních buněk polypa během přeměny v dospělou medúzu. Rozměry rhopalií u čtyřhranky trojité (Tripedalia cystophora) nepřesahují jeden milimetr.